# Thomas Fink (Musiker)
Thomas Johann Fink (* 26. Mai 1935 in Niederndorf; † 6. November 2023 ebenda) war ein deutscher Jazzpianist.

## Leben und Wirken
Fink stammte aus einer musikalischen Familie; sein Vater war Kirchenorganist an der Niederndorfer Josefskirche, Dirigent mehrerer Chöre und Leiter einer Blaskapelle. Bereits 1955 spielte Fink im Jazzstudio Nürnberg. Mehrere Jahrzehnte war er der „Hauspianist“ beim Studio Nürnberg des Bayerischen Rundfunks; bis zur Auflösung 1992 gehörte er zur BR-Bigband unter Leitung von Josef Niessen und später Ed Sperber. Weiterhin gehörte er zum  Noris Swingtett von Günter Noris. 1976 traf er erstmals auf den Bassisten Rainer Glas (in der Band des Gitarristen Jan Rigo). Seitdem spielten Fink und Glas zusammen, haben unzählige Solisten begleitet, mehrere gemeinsame Alben eingespielt und viele Länder bereist. Seit 1988 komplettierte die Schlagzeugerin und Sängerin Carola Grey sein Thomas Fink Trio.
In der Reihe „TafelKonzerte“ leitete Fink für die Tafel Herzogenaurach, getragen vom Rotary Club Herzogenaurach, über 20 Jazzkonzerte mit namhaften Künstlern aus ganz Europa und generierte damit über 80.000 € für wohltätige Zwecke. Er war seit 1974 zunächst nebenberuflich, ab 1978 bis 2000 hauptberuflich als Musikschullehrer für Klavier an der Sing- und Musikschule Herzogenaurach tätig und hatte dort ab 1977 die stellvertretende Leitung inne.
Der Bassist Johannes Fink ist sein Sohn; ein weiterer Sohn ist Gerald Fink, Kirchenmusiker, Konzertorganist und Bundeschorleiter des Fränkischen Sängerbundes.
Fink wurde 2001 der Kulturpreis seines Heimatsorts Herzogenaurach und 2011 der erste Kulturpreis des Landkreises Erlangen-Höchstadt verliehen. 2020 erhielt er das Bundesverdienstkreuz am Bande.

## Diskographische Hinweise
- Thomas Fink Trio: Time to Smile
- Thomas Fink, Rainer Glas, Rudi Roth & Beate Krause (1985): A waltz for Bill
- Thomas Fink Trio featuring Sandy Lomax: You Don’t Know What Love Is  (1991)
- Thomas Fink Trio featuring Sandy Lomax & Vincent Herring:  Big Brown Eyes (1993)
- Thomas Fink Trio & Friends: That Old Black Magic (2000)
- Thomas Fink, Alice Day, Johannes Fink, Werner Treiber:  No Greater Love (2002)
- Thomas Fink & Friends: The Birthday Concert (2015)